# Belgisch kampioenschap strandvoetbal
Het Belgisch kampioenschap strandvoetbal, simpel de Serie A, is een strandvoetbalcompetitie van de Belgian Beach Soccer Association (BBSA). Ze vindt (grotendeels) plaats aan de Belgische Kust en wordt gespeeld sinds 2008.

## Geschiedenis
De eerste competitie vond plaats in 2008. Ze telde 4 manches, waarin twaalf ploegen voor de zege streden. Door middel van lottrekking werden ze verdeeld over drie groepen van telkens vier ploegen. Onderling speelden ze elk drie wedstrijden. Na elke manche werd er een algemene ranking opgemaakt. Na vier manches werden de beste zes teams in de ranking geselecteerd om de finalemanche te spelen. De eerste editie van het BK Beach Soccer 2008 vond plaats van 10 tot 13 juli 2008 op het strand van Knokke-Heist, Koksijde (24 tot 27 juli), Oostende (31 juli tot 3 augustus) en Bredene (7 tot 10 augustus). Op laatstgenoemde plek vond tevens de finalemanche plaats. SKDB Braine werd landskampioen na een fel bevochten overwinning op LSA Chaudfontaine na verlengingen.  
In 2009 kaapte AFCM Braine de titel en in 2010 streden ING Sint-Gillis en JL Nijvel er voor. Deze laatste ploeg kroonde zich tot Belgisch kampioen van dat jaar. Vorig jaar ten slotte werd Cartel Waterloo kampioen. Tijdens deze editie vonden de eerste twee speeldagen plaats te Tubeke (2 en 3 juli), de volgende 2 te Brussel Bad (Saincteletteplein, 16 en 17 juli), de derde 2 speeldagen te Bredene (23 en 24 juli) en de vierde 2 ten slotte te Oostende (6 en 7 augustus). De finales vonden plaats te Knokke-Heist op het Koning Albertstrand (13 en 14 augustus).

## Competitie
De serie A is het strandvoetbalequivalent van de eerste klasse in het reguliere voetbal. Er treden 16 ploegen in aan die verdeeld worden over vier groeten van elks vier ploegen. Na het spelen van vier manches, plaatsen de zes besten uit de algemene rangschikking zich rechtstreeks voor de kwartfinales. De nummers zeven en acht spelen onderling een barragewedstrijd voor deelname aan de kwartfinales. De nummers negen en tien uit het eindklassement van de Liga A spelen een barragewedstrijd tegen de nummers één en twee uit de Serie B. De besten uit dit duel beslissen onderling door middel van een wedstrijd, wie zich alsnog plaatst voor de kwartfinales. De laatste twee uit de algemene rangschikking van de Serie A degraderen automatisch naar de Serie B.

## Landskampioenen
- 2004: Newteam Brussels
- 2005: Newteam Brussels
- 2006: Newteam Brussels
- 2007: SKDB Braine l'Alleud
- 2008: SKDB Braine l'Alleud
- 2009: AFCM Braine
- 2010: Joyeux Loufoques Nijvel
- 2011: Cartel Waterloo
- 2012: Newteam Brussels
- 2013: SKDB Braine l'Alleud
- 2014: LSA Chaudfontaine
- 2015: Cartel Waterloo
- 2016: LSA Chaudfontaine
- 2017: Vamos Braine le Château
- 2018: Cartel Waterloo
- 2019: Newteam Brussels

American football · Atletiek (indoor · outdoor · 10 km · 1/2 marathon · marathon · veldlopen · meerkamp) · Autosport (rally) · Badminton · Basketbal (heren · dames) · Baseball · Beachvolleybal · Biljart (driebanden) · Dammen · Futsal · Gymnastiek (acro · trampoline) · Handbal (heren · dames) · Hockey (heren · dames) · IJshockey · Korfbal (zaal · veld) · Krachtbal · Kunstschaatsen · Motorcross (trial · zijspan) · Schaatsen · Schaken · Snooker · Squah · Strandvoetbal · Triatlon (sprint · middenafstand · olympische afstand · mixed relay · ploegen · cross) · Voetbal (heren · dames) · Waterskiën (racing) · Volleybal (heren · dames) · Wielrennen (tijdrijden · weg · piste · gravel · veld · mountainbike · BMX) · Zaalhockey (heren · dames) · Zaalvoetbal